# Serrat de les Forques (Rivert)
El Serrat de les Forques és un serrat del terme municipal de Conca de Dalt, en el seu antic terme de Toralla i Serradell, al Pallars Jussà, en territori del poble de Rivert.
Està situat a llevant de Rivert, de manera que és la carena que separa la vall del barranc de l'Espluga de Paradís, a l'est, de la del barranc de Ruganyers, a l'oest. És la continuïtat cap al nord-oest del Serrat de Sant Joan, i queda a llevant de la coma de Sant Salvador, de la Costa Pelada, que és el seu vessant de ponent, i de la partida de Roderetes. També es troba al nord del Corral de la Via i de les partides de Plantades i les Vies.